# Vabre-Tizac
Pour les articles homonymes, voir Vabres et Tizac.
Vabre-Tizac, en occitan (languedocien) Vabre-Tisac, anciennement Vabre-de-Rieupeyroux est une ancienne commune française située dans le département de l'Aveyron, en région Occitanie, devenue, le 1er janvier 2016, une commune déléguée de la commune nouvelle du Bas-Ségala. Elle est composée de deux villages : Vabre et Tizac.

## Géographie

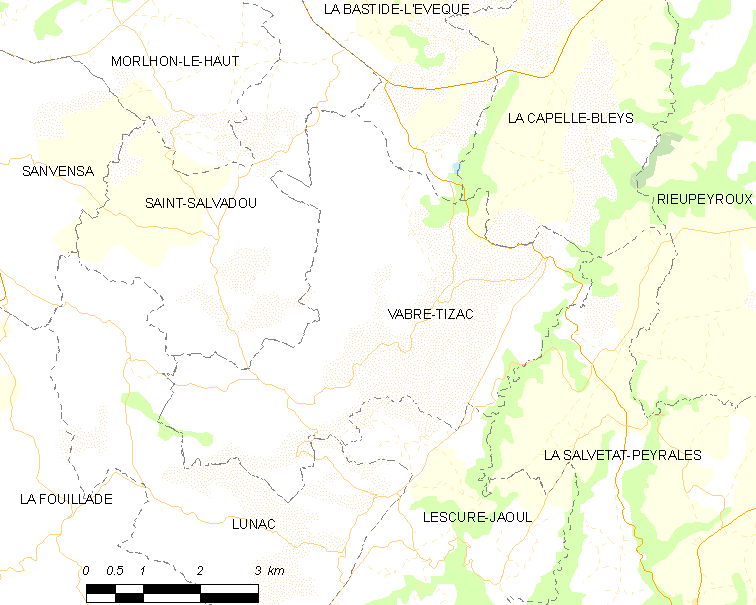

### Site
La commune est composée de deux villages, Vabre et Tizac, distants de quelques kilomètres l'un de l'autre. Chacun a son église et son cimetière mais la mairie est à Vabre, le village principal.

## Politique et administration
| Période                                  | Période   | Identité                | Étiquette | Qualité                     |
| ---------------------------------------- | --------- | ----------------------- | --------- | --------------------------- |
| mars 1965                                | mars 1999 | Gilbert Caville         |           | Maître d'oeuvre             |
| mars 2001                                | mars 2008 | Claude Tranier          |           | Agriculteur                 |
| mars 2008                                | 2015      | Nicole Andurand-Le Guen | Sans      | Retraitée Fonction publique |
| Les données manquantes sont à compléter. |           |                         |           |                             |

### Intercommunalité
Jusqu'à sa fusion au sein de la commune nouvelle du Bas Ségala, le 1er janvier 2016, la commune était membre de la communauté de communes du Bas Ségala.

## Population et société

### Démographie
L'évolution du nombre d'habitants est connue à travers les recensements de la population effectués dans la commune depuis 1793. À partir du 1er janvier 2009, les populations légales des communes sont publiées annuellement dans le cadre d'un recensement qui repose désormais sur une collecte d'information annuelle, concernant successivement tous les territoires communaux au cours d'une période de cinq ans. 
Pour les communes de moins de 10 000 habitants, une enquête de recensement portant sur toute la population est réalisée tous les cinq ans, les populations légales des années intermédiaires étant quant à elles estimées par interpolation ou extrapolation. Pour la commune, le premier recensement exhaustif entrant dans le cadre du nouveau dispositif a été réalisé en 2005,.
En 2013, la commune comptait 428 habitants, en évolution de −1,15 % par rapport à 2008 (Aveyron : +0,58 %, France hors Mayotte : +2,49 %).
| 1793 | 1800 | 1806  | 1821  | 1831  | 1836  | 1841  | 1846  | 1851  |
| ---- | ---- | ----- | ----- | ----- | ----- | ----- | ----- | ----- |
| 595  | 635  | 1 906 | 1 754 | 2 156 | 2 216 | 2 182 | 1 291 | 1 328 |

| 1856  | 1861  | 1866  | 1872  | 1876  | 1881  | 1886  | 1891  | 1896  |
| ----- | ----- | ----- | ----- | ----- | ----- | ----- | ----- | ----- |
| 1 314 | 1 350 | 1 393 | 1 341 | 1 475 | 1 521 | 1 545 | 1 405 | 1 364 |

| 1901  | 1906  | 1911  | 1921 | 1926 | 1931 | 1936 | 1946 | 1954 |
| ----- | ----- | ----- | ---- | ---- | ---- | ---- | ---- | ---- |
| 1 213 | 1 192 | 1 096 | 908  | 880  | 830  | 856  | 811  | 698  |

| 1962 | 1968 | 1975 | 1982 | 1990 | 1999 | 2005 | 2010 | 2013 |
| ---- | ---- | ---- | ---- | ---- | ---- | ---- | ---- | ---- |
| 670  | 561  | 545  | 536  | 492  | 415  | 428  | 436  | 428  |

#### Commerces
Le village de Vabre compte un restaurant, le Barri, un café, Chez Piccolo (anciennement café Ferrand), une boulangerie bio, un bureau de poste ainsi qu'un garage. Il abrite également des associations : Ophicléide (cirque), le Syndicat d'initiative, un club de gymnastique, un club de football masculin et le Comité des Fêtes.

### Enseignement
L'école de Vabre-Tizac est désaffectée dans le village mais elle est localisée à Solville, fréquentée par les enfants de Vabre-Tizac et de Saint-Salvadou.

## Culture locale et patrimoine

### Lieux et monuments
- Église Saint-Julien, à Vabre.
- Monument aux morts, sur la place du village.
- Le Fort de Vabre, maisons entourées de murailles au bourg, vestige du Moyen Âge
- Croix de chemin dite Croix de Bleyssoles  Classé MH (1923)[7] : Croix située à l'entrée d'un chemin rural, en calcaire, des XIVe et XVe siècles.
- Espace Gilbert-Caville, composé d'un stade de football et d'une salle des fêtes

Croix de Bleyssoles
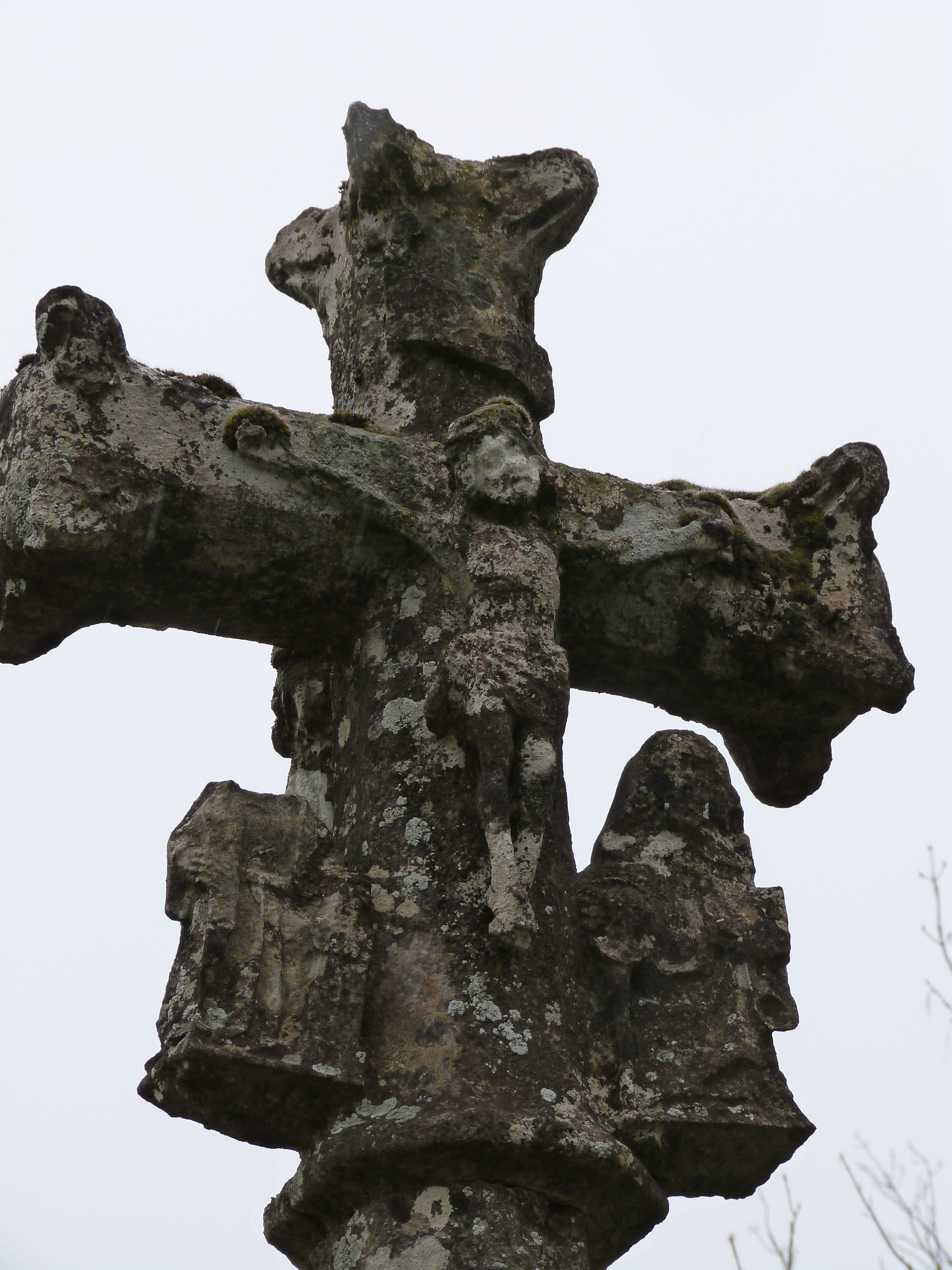
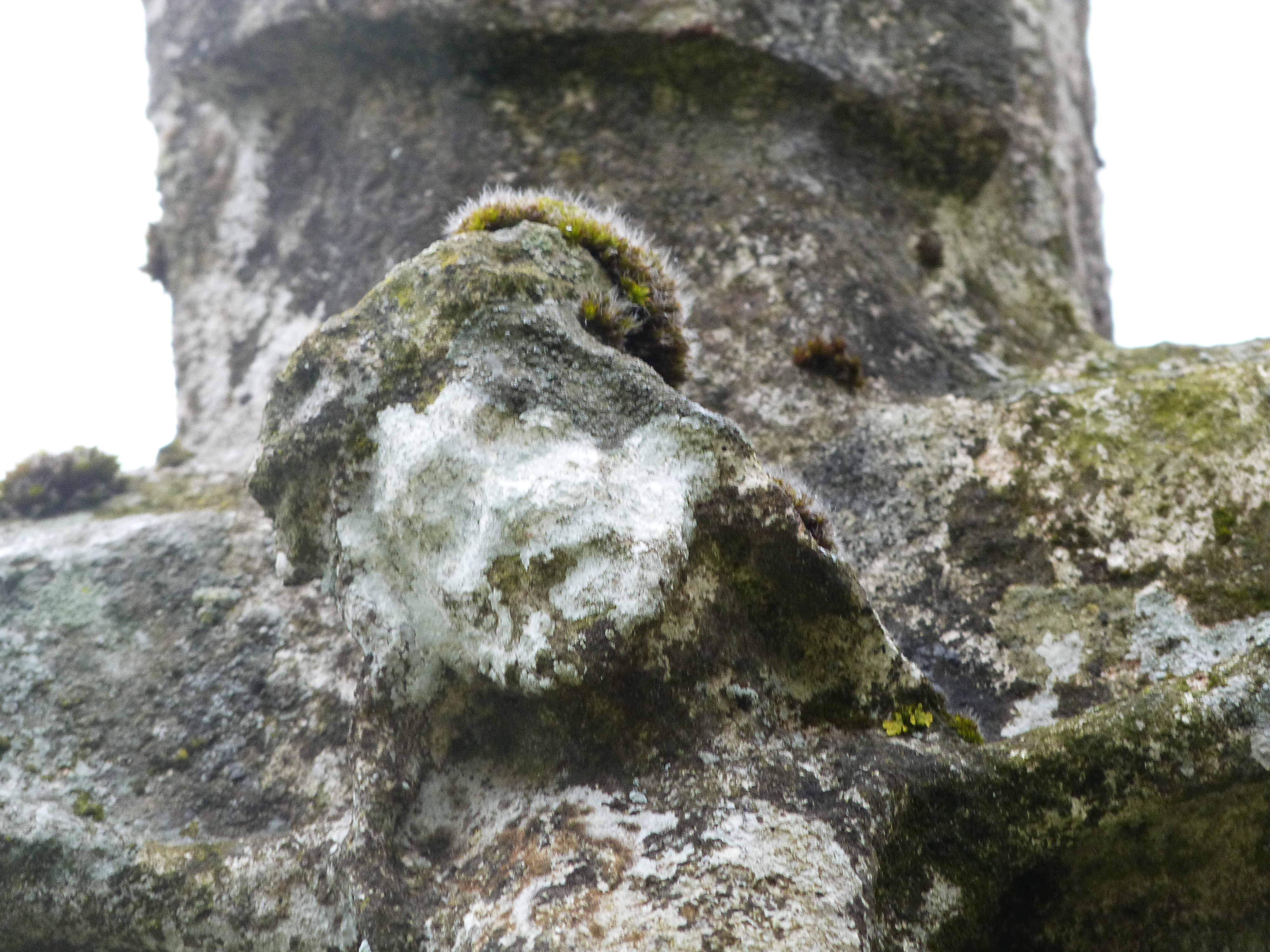
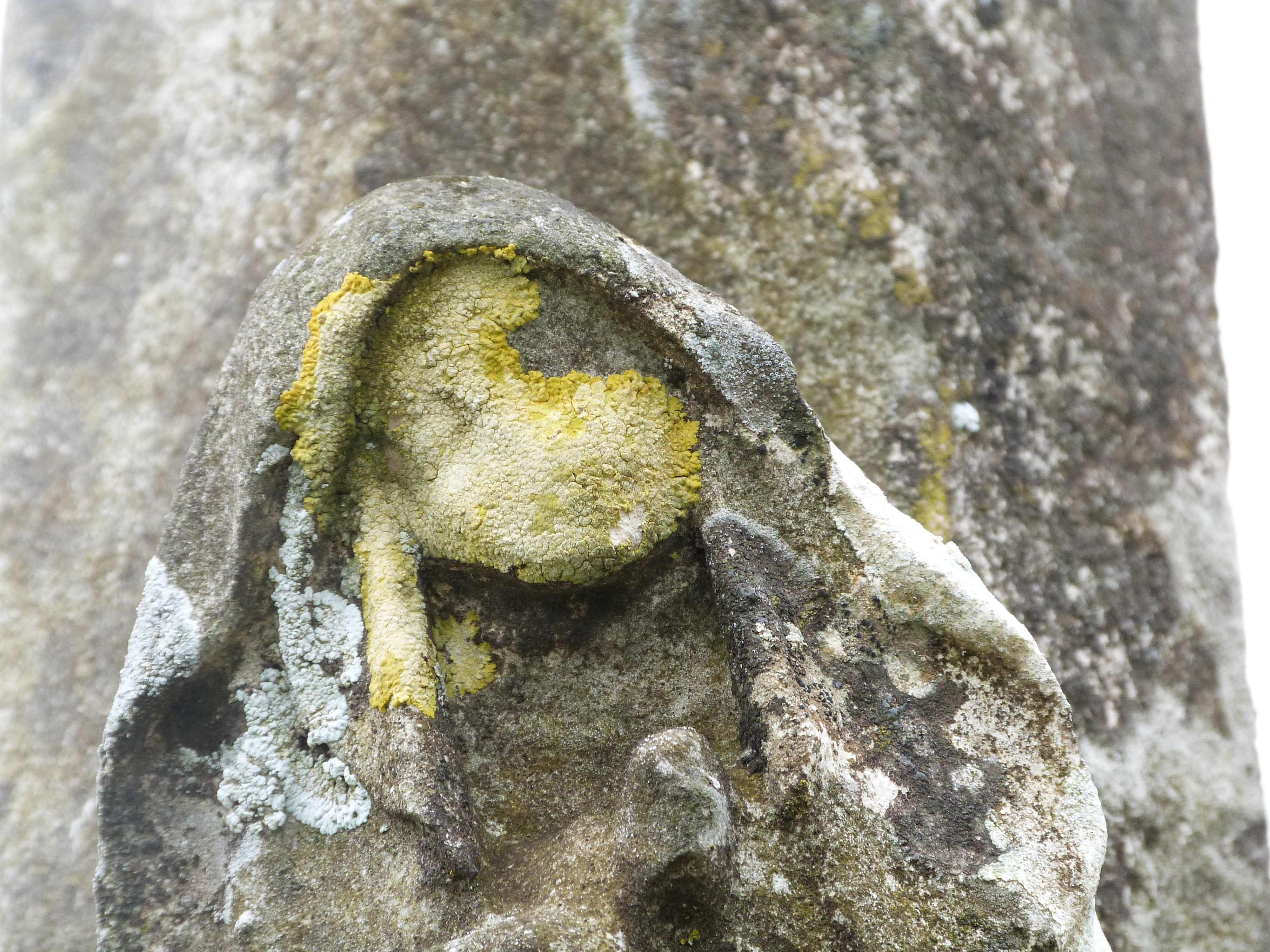
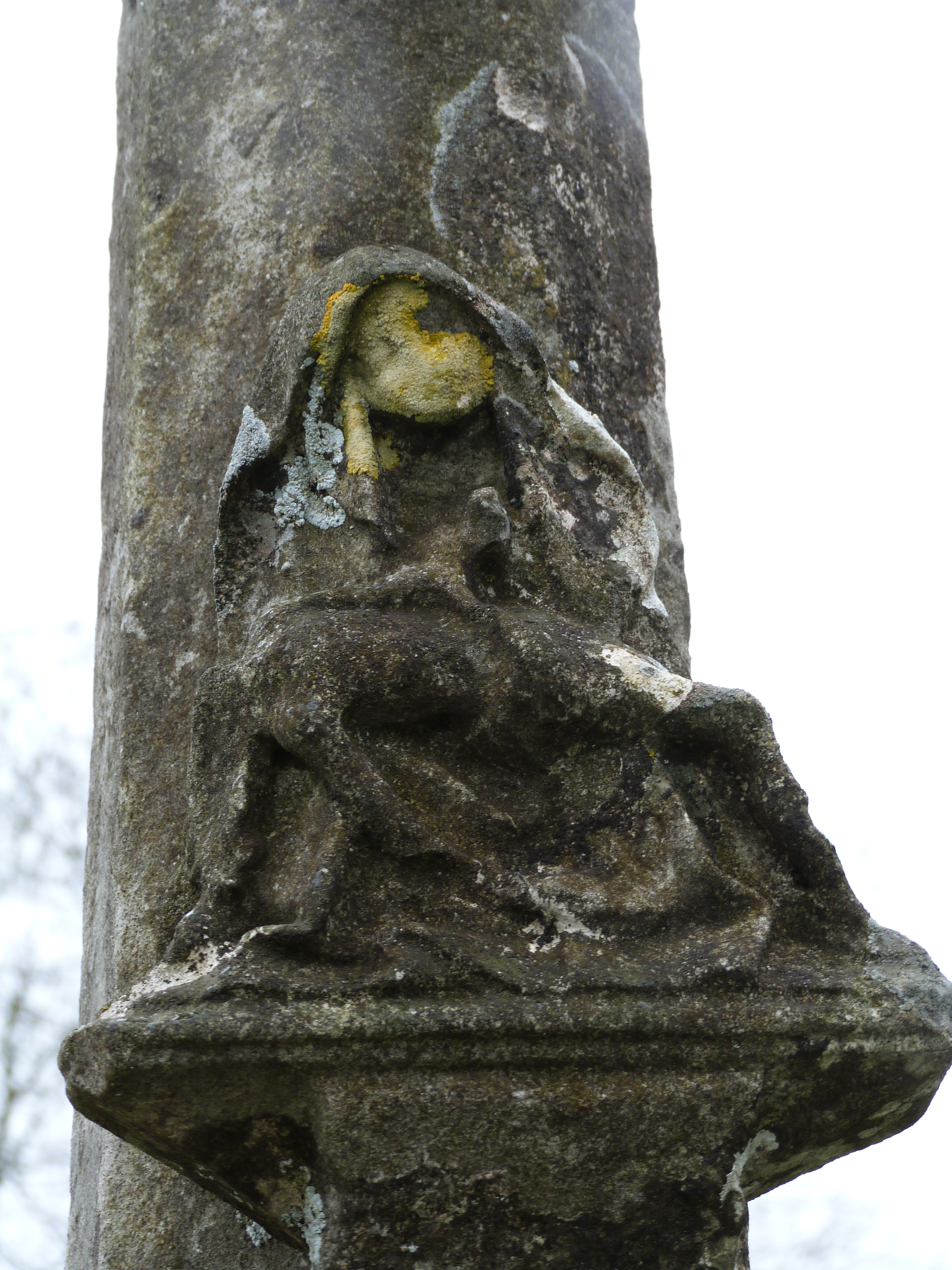

### Légendes
Il existe en la région de Vabre-Tizac la légende des fachilièiras, de petites fées qui auraient aidé les paysans dans leurs travaux et qui auraient disparu, traquées par le christianisme.

### Personnalités liées à la commune
- Gustave Garrigou (1884-1963), vainqueur du Tour de France 1911, est né à Jaoul, commune de Vabre-Tizac, le 24 septembre 1884. Lors du Tour de France 2011, un vélo en statue a été érigé à Solville (commune de La Bastide-l'Évêque), lieu de passage du Tour de France, en honneur au champion cycliste.
- Marcellin Charles Marty (1836-1924), évêque de Nîmes.
- René Icher (1900-1972), député de l'Aveyron du 2 janvier 1956 au 8 décembre 1958.
- Božo Jelenek (1920-1987), rescapé de la révolte des croates de Villefranche-de-Rouergue, hébergé et aidé par un agriculteur et un résistant (futur maire) de la commune.
- Claude Colette (1929-1990), coureur cycliste, inhumé au cimetière communal[9].
- Sylvie Pullès (1972), star de l'accordéon et de la musique auvergnate, qui n'est pas de la commune mais qui a animé le repas de la fête jusqu'en 2015.

#### L'Affaire Wilson
En août 2012, le village a fait l'actualité lorsque Patricia Wilson, une ressortissante anglaise de 58 ans, a mystérieusement disparu, des traces de sang étant retrouvées à son domicile situé au lieu-dit les Landes-Basses qu'elle habitait depuis 2008. Elle aurait été assassinée dans la nuit du 17 août alors que l'électricité fut coupée au moment du crime. Les soupçons se portent sur son jardinier, Jean-Louis Cayrou, 51 ans, qui est aussi son amant. L'homme vit dans une caravane au lieu-dit Campels sur la commune de La Salvetat-Peyralès depuis son divorce. La retraitée était également divorcée, notamment à cause de son alcoolisme et son ancien mari, Donald Marcus, est retourné en Angleterre pour soigner sa sclérose en plaques. Cayrou s'était alors rapproché sentimentalement de la retraitée, connue pour être séductrice mais elle aurait voulu mettre un terme à leur relation en raison du côté envahissant du jardinier. Une nuit, ce dernier s'était introduit dans la chambre de Patricia Wilson en faisant mine de l'étouffer avec un oreiller pour lui prouver qu'elle avait « besoin d'un homme dans [sa] maison » pour la protéger, en l'occurrence, lui. Du sang de Patricia Wilson est retrouvé dans sa maison ainsi que dans la voiture de Jean-Louis Cayrou qui contenait également une culotte appartenant à la disparue. Les multiples appels téléphoniques du jardinier à son ex-amante cessent mystérieusement à partir du jour du meurtre. Le corps de l'Anglaise reste introuvable malgré les efforts des gendarmes, des chiens et des parachutistes tandis que Cayrou est alors accusé du meurtre, qu'il nie en tout point. Les ex-femmes de l'accusé témoignent contre lui, le dépeignant comme un mari violent, l'une d'elles l'accusant de l'avoir violée plusieurs fois.
Le 27 août 2014, il écrit à la ministre de la Justice, Christiane Taubira pour lui demander une remise en liberté et la reconnaissance de son innocence mais la demande n'aboutit pas. Au terme du procès qui a fait la une de tous les journaux locaux et s'est déroulé sur plusieurs jours en mai 2016, Cayrou a été reconnu coupable et condamné à 30 ans de réclusion criminelle. Si le jardinier nie le crime quasiment depuis le début, trois codétenus déclarent qu'il leur a raconté ce qui s'est passé la nuit du 17 août : Jean-Louis Cayrou se serait rendu chez Patricia Wilson pour lui réclamer de l'argent qu'elle lui devait. Ivre, cette dernière aurait provoqué une dispute et le jardinier l'aurait frappée, ce qui aurait entraîné sa mort. Il aurait ensuite jeté le corps dans un roncier. Cayrou revient sur ses propos et dit avoir été forcé d'avouer après avoir été tabassé en prison par « une quinzaine » de détenus. Rien n'indique ni la véracité ni le motif de cet éventuel tabassage mais il est connu que les violeurs sont très mal vus de leurs codétenus et Cayrou est accusé de viol par son ex-femme. Le lendemain du verdict, il tente de se suicider et est hospitalisé.
Le 13 avril 2018 se déroulera le procès en appel de Jean-Louis Cayrou qui clame son innocence mais préfère garder le silence.